# Bogdan Moskvičev
Bogdan Aleksandrovič Moskvičev (in russo Богдан Александрович Москвичев?; San Pietroburgo, 30 aprile 2004) è un calciatore russo, portiere dello Zenit San Pietroburgo.

## Carriera

### Club
Cresciuto nel settore giovanile dello Zenit San Pietroburgo, nel 2022 ha esordito con la formazione riserve nell'incontro di Vtoroj divizion FNL pareggiato 2-2 contro il Dolgoprudnyj. Rimasto in Under-19 nelle stagioni successive, nel febbraio del 2024 è stato ceduto in prestito al Čajka Pesčanopskoe fino al termine della stagione.
Il 21 giugno 2024 è stato prestato all'Orenburg per tutta la stagione, ed il 17 agosto ha esordito in Prem'er-Liga nella partita persa 3-2 contro il Rostov dove ha parato un rigore. Il 4 maggio 2025 ha subito la rotture del legamento crociato anteriore durante una partita contro la Lokomotiv Mosca ed è rientrato ancicipatamente allo Zenit.

### Nazionale
Ha giocato con le nazionali giovanili russe Under-16, Under-17, Under-18 ed Under-21.

## Statistiche

### Presenze e reti nei club
Statistiche aggiornate al 29 luglio 2025.
| Stagione        | Squadra            | Campionato      | Campionato | Campionato | Coppe nazionali | Coppe nazionali | Coppe nazionali | Coppe continentali | Coppe continentali | Coppe continentali | Altre coppe | Altre coppe | Altre coppe | Totale | Totale | Totale |
| Stagione        | Squadra            | Comp            | Pres       | Reti       | Comp            | Pres            | Reti            | Comp               | Pres               | Reti               | Comp        | Pres        | Reti        | Pres   | Reti   |        |
| --------------- | ------------------ | --------------- | ---------- | ---------- | --------------- | --------------- | --------------- | ------------------ | ------------------ | ------------------ | ----------- | ----------- | ----------- | ------ | ------ | ------ |
| 2021-2022       | Zenit-2            | 2D              | 1          | -2         | -               | -               | -               | -                  | -                  | -                  | -           | -           | -           | 1      | -2     |        |
| 2024            | Čajka Pesčanopskoe | 2D              | 13         | -14        | CR              | 0               | 0               | -                  | -                  | -                  | -           | -           | -           | 13     | -14    |        |
| 2024-2025       | Orenburg           | PL              | 17         | -33        | CR              | 5               | -10             | -                  | -                  | -                  | -           | -           | -           | 22     | -43    |        |
| Totale carriera | Totale carriera    | Totale carriera | 31         | -49        |                 | 5               | -10             |                    | -                  | -                  |             | -           | -           | 36     | -59    |        |